# Greensboro (Maryland)
Greensboro es un pueblo ubicado en el condado de Caroline en el estado estadounidense de Maryland. En el año 2010 tenía una población de 1931 habitantes y una densidad poblacional de 1.135,88 personas por km².

## Geografía
Greensboro se encuentra ubicado en las coordenadas 38°58′32″N 75°48′25″O / 38.97556, -75.80694.

## Demografía
Según la Oficina del Censo en 2000 los ingresos medios por hogar en la localidad eran de $51.058 y los ingresos medios por familia eran $51.845. Los hombres tenían unos ingresos medios de $42.642 frente a los $28.191 para las mujeres. La renta per cápita para la localidad era de $20.768. Alrededor del 19,4% de la población estaba por debajo del umbral de pobreza.